# Aitor Galdós
Aitor Galdós Alonso (Ermua, 8 november 1979) is een Spaans voormalig wielrenner.
Galdós begon zijn profcarrière bij het Spaanse Labarca-2 Café Baque, daarna vertrok hij richting Team Nippo om vervolgens 2 jaar in Italiaanse loondienst te gaan rijden, bij Ceramica Panaria - Navigare. Van 2007 tot 2010 kwam Galdos uit voor Euskaltel - Euskadi. In 2011 reed hij voor Caja Rural.
Galdós was een snelle sprinter, wat hem meerdere overwinningen opleverde. Daarnaast was hij ook actief in het veld, zo werd hij in 1997 Spaans kampioen veldrijden bij de junioren.

## Belangrijkste overwinningen
1997
- Spaans kampioen veldrijden, Junioren

2004
- Ronde van Lago Maggiore/GP Knorr
- 4e etappe Ronde van Marokko
- 1e etappe Circuito Montañes

2006
- 1e etappe Ronde van het Waalse Gewest
- 1e etappe Ronde van Denemarken

2012
- Sprintklassement Ronde van Burgos

## Resultaten in voornaamste wedstrijden
| Jaar | Ronde van Italië | Ronde van Frankrijk | Ronde van Spanje |
| ---- | ---------------- | ------------------- | ---------------- |
| 2005 |                  |                     |                  |
| 2007 |                  |                     |                  |
| 2008 | opgave           |                     |                  |
| 2009 |                  |                     |                  |
| 2010 |                  |                     |                  |
| 2012 |                  |                     | 173e             |

| Jaar | Milaan-San Remo | Parijs-Roubaix | Amstel Gold Race | Luik-Bast.‑Luik | Waalse Pijl |  | Wereldranglijsten |
| ---- | --------------- | -------------- | ---------------- | --------------- | ----------- |  | ----------------- |
| 2005 | 129e            |                |                  |                 |             |  |                   |
| 2007 |                 |                | 62e              |                 |             |  |                   |
| 2008 | 26e             |                | 31e              | 69e             | 13e         |  |                   |
| 2009 | 7e              | 67e            |                  |                 |             |  | 109e (UWK)        |
| 2010 |                 |                |                  |                 |             |  | 185e (UWK)        |